# Ziegelsee (Mölln)
Der Ziegelsee ist ein See im Kreis Herzogtum Lauenburg im deutschen Bundesland Schleswig-Holstein in der Stadt Mölln. Er ist ca. 36 ha groß und bis zu 6,4 m tief. Der Ziegelsee wird vom Elbe-Lübeck-Kanal angeschnitten, der westlich an Mölln vorbeiführt.
Der östlich benachbarte Stadtsee war bis zur Aufschüttung des Bahndamms der Lübeck-Büchener Eisenbahn ein Teil des Ziegelsees.